# Béla Endre
Dans le nom hongrois Endre Béla, le nom de famille précède le prénom, mais cet article utilise l’ordre habituel en français Béla Endre, où le prénom précède le nom.
Béla Endre ([ˈbeːlɒ], [ˈɛndɾɛ]), né le 19 novembre 1870 à Szeged et mort le 12 août 1928 à Mártély, est un peintre et artisan d'art hongrois, l'un des principaux représentants de l'école de l'Alföld.

## Biographie
Issu d'une famille d'intellectuels cultivés, Béla Endre abandonne ses études d'ingénieur pour étudier la peinture à Rome de 1895 à 1897, puis à Paris à l'Académie Julian de 1898 à 1900. En 1901, il s'installe définitivement à Hódmezővásárhely, où il partage un atelier avec János Tornyai (en) et Gyula Rudnay, passant pendant 18 ans tous les étés non loin de là au bord de la rivière Tisza, à Mártély. Il expose ses peintures dans la région, à Hódmezővásárhely en 1912, à Makó en 1913, à Arad en 1914.
Les artistes de Hódmezővásárhely, de façon étroitement liée aux tentatives du début du XXe siècle pour créer un style artistique hongrois, voient dans l'art et les traditions populaires la plus grande valeur artistique véritable, et tentent d'en empêcher la disparition et d'en utiliser l'état d'esprit et les motifs ; c'est ainsi que Béla Endre, avec János Tornyai et l'ethnologue Lajos Kiss, recueille les tenues, pièces de vaisselle et outils anciens, ainsi que les contes et superstitions qu'il note dans leur mode d'expression dialectal, à l'époque où Bartók et Kodály font de même. Fin 1911, c'est sur proposition de Béla Endre qu'est créée pour la préservation de l'artisanat potier traditionnel l'« Implantation d'artistes de la faïence et de la céramique » (Művészek Majolika- és Agyagipari Telepe, ou Majolikagyár « Faïencerie » intégrée par la suite à Alföldi Porcelán). Il y réalise lui-même des céramiques, et prendra part presque jusqu'à sa mort au dessin des modèles de produits.
En 1970, à l'occasion du centième anniversaire de la naissance de Béla Endre, des rétrospectives de sa peinture sont organisées à Hódmezővásárhely au musée Tornyai János, à Budapest à la Galerie nationale hongroise, et à Szeged au musée Móra Ferenc. Aujourd'hui, la plupart de ses œuvres sont conservées au musée Tornyai János de Hódmezővásárhely.

## Œuvre
La peinture de Béla Endre à ses débuts reflète l'influence de Mihály Munkácsy dans des scènes de genre (Leszámolás « Régler les comptes », 1903 ; Bölcső mellett « Près du berceau », 1905), puis son travail se nourrit presque exclusivement de l'univers de la grande plaine hongroise, peignant par exemple des fermes ou des bosquets de saules des rives de la Tisza .
Entre autres, il initie et développe entre 1915 et 1925 un type de composition de paysage de plaine à horizon bas et large étendue (par exemple Alföldi táj « Paysage de la grande plaine »), la mince bande habitée par les hommes mettant en évidence le caractère infini et monumental de la plaine, et la position basse de l'horizon faisant du ciel la principale expression des sentiments du peintre.
Avec une harmonie de couleurs délicate et un lyrisme feutré, son style est proche de celui de János Tornyai (en), mais son univers pictural est plus doux et raffiné que la tendance au dramatique représentée par János Tornyai et József Koszta, et se focalise sur les valeurs humaines du mode de vie paysan. Selon le critique et historien d'art Károly Lyka, son style pictural « évite les oppositions voyantes et a pour force la tranquillité, comme la région dont il est devenu le poète par sa peinture, et comme le peintre lui-même. »

## Galerie

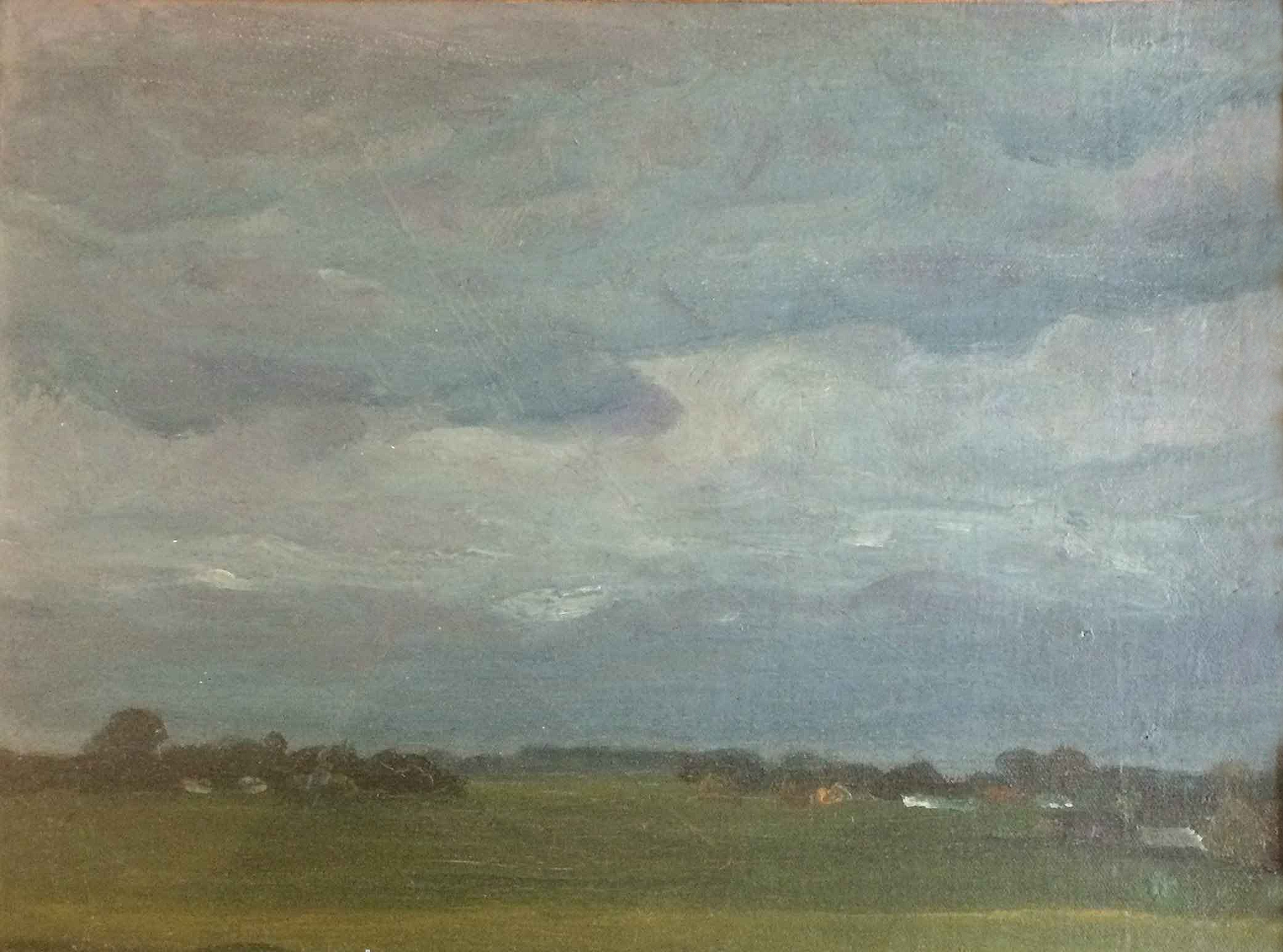
Paysage de la grande plaine (Alföldi táj)
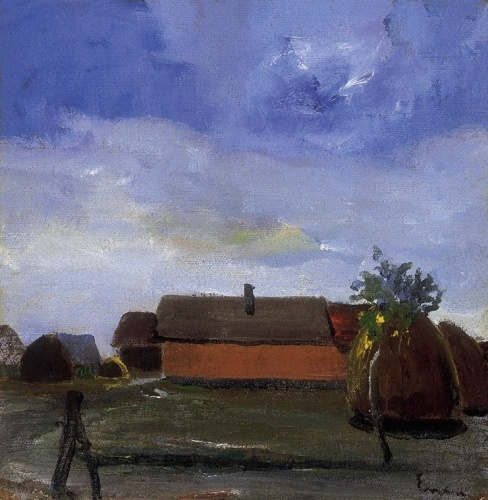
Ferme de la grande plaine (Alföldi tanya)
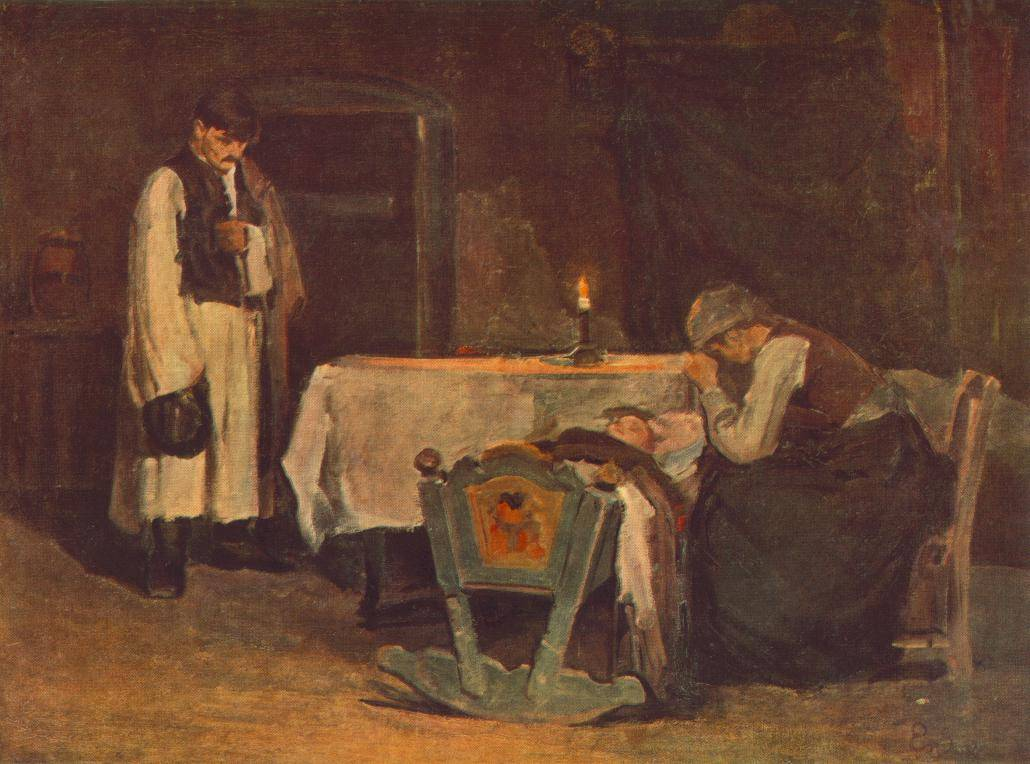
Près du berceau (Bölcső mellett, 1905)
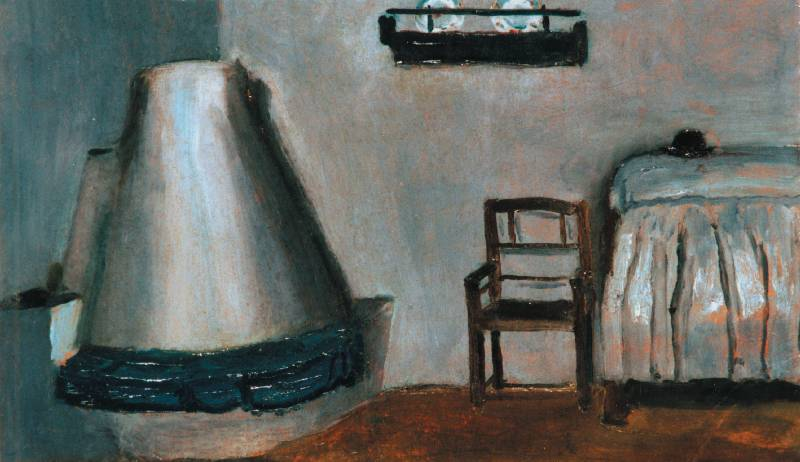
Intérieur avec four (Enteriör kemencével)
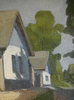
Rue de village (Falusi utca)
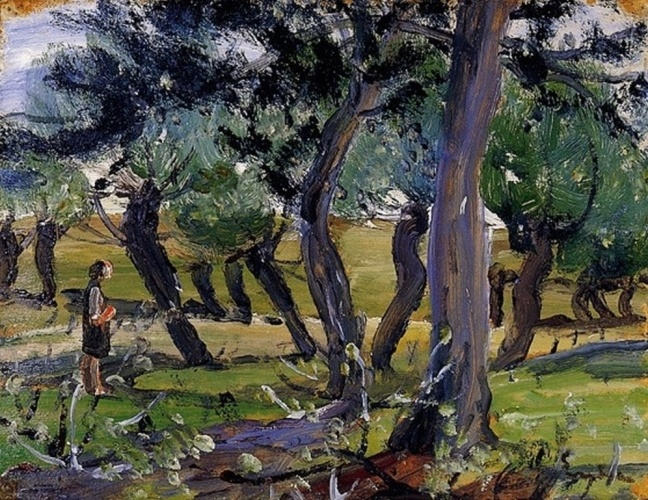
Bosquet de saules (Füzes)
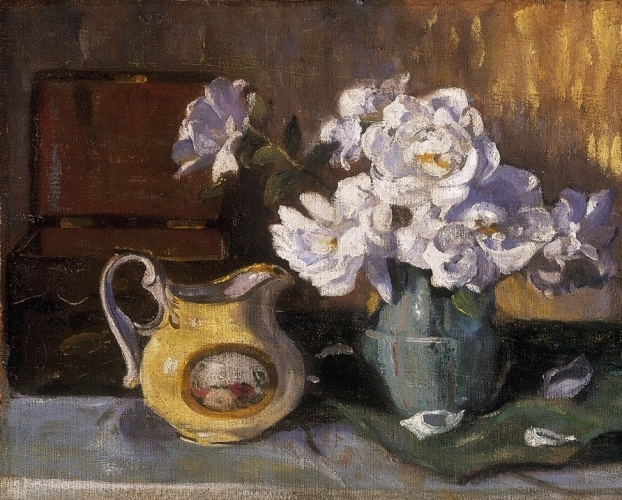
Peinture morte avec fleurs et cruche (Kancsós virágcsendélet)
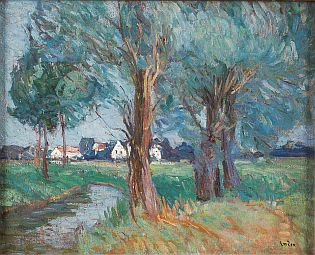
Paysage avec maisons (Tájkép házakkal)
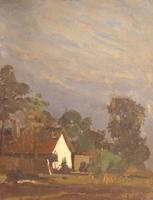
Détail de ferme (Tanyarészlet)
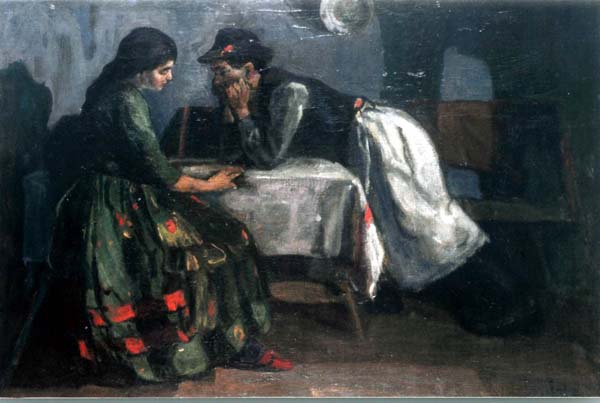
Flirt (Udvarlás)
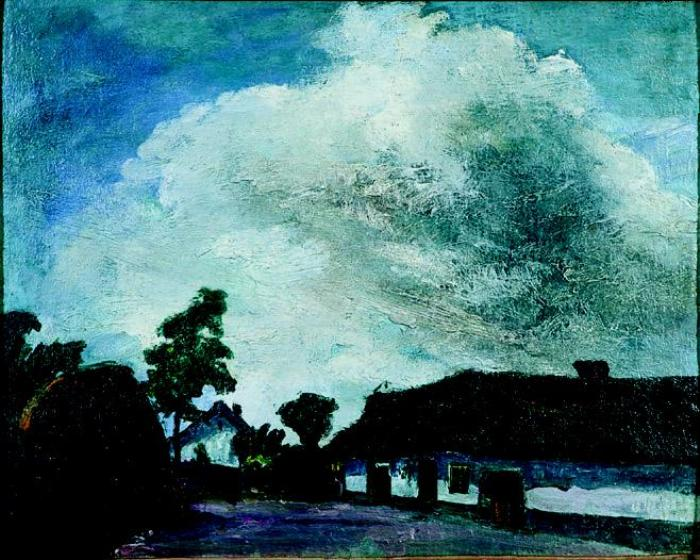
Nuages d'orages à la ferme (Viharfelhők a tanyán)
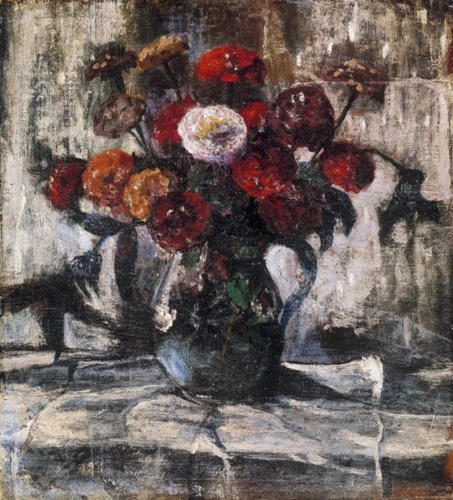
Fleurs dans une cruche (Virágok kancsóban)